# Xylocopinae
Los xilocopinos (Xylocopinae) son una subfamilia de himenópteros apócritos de la familia Apidae de distribución mundial.
Hay muchas especies agrupadas en sólo cuatro tribus vivientes y una fósil. Los de la tribu Xylocopini son los familiares abejorros carpinteros. Suelen ser negros, robustos, velludos en parte. Se asemejan a los abejorros en color y tamaño pero tienen el abdomen liso y sin vello. Visitan flores para recolectar néctar y polen pero algunos muerden la base de flores tubulares y así roban néctar sin efectuar polinización.
La mayoría de las especies en las otras tribus son abejas pequeñas, lustrosas que superficialmente no parecen estar emparentadas a los abejorros carpinteros. Las abejas de la tribu Ceratinini suelen ser oscuras y azuladas o verdosas y de alrededor de 6 mm de longitud.
La gran mayoría hace sus nidos en madera o en tallos herbáceos. Tienen mandíbulas fuertes con las que excavan la madera o la médula de los tallos. Son abejas solitarias, pero algunas hacen nidos comunales, otras presentan rudimentos de socialidad y hasta de eusocialidad, como ocurre en algunos géneros de la tribu Allodapini.
Pueden llegar a causar daño a la madera aunque en general no atacan a madera dura, pintada o tratada. Por otra parte son buenos polinizadores y existen especies de orquídeas que dependen de sus servicios de polinización

## Subdivisiones
Las tribus de Xylocopinae son:
- Xylocopini con un solo género, Xylocopa, de distribución mundial, excepto Antártida.
- Ceratinini con un solo género, Ceratina, de distribución mundial, excepto Antártida.
- Manueliini con un solo género, Manuelia, con solo tres especies en Chile y la región de los lagos del sur de Argentina.[1]
- Allodapini limitadas al África subsahariana, Madagascar, sudeste de Asia y Australasia, con el género poco común Exoneuridia que también se encuentra en montañas del medio oriente.
- Boreallodapini es extinto, solo se conoce de ejemplares en ámbar.[1]

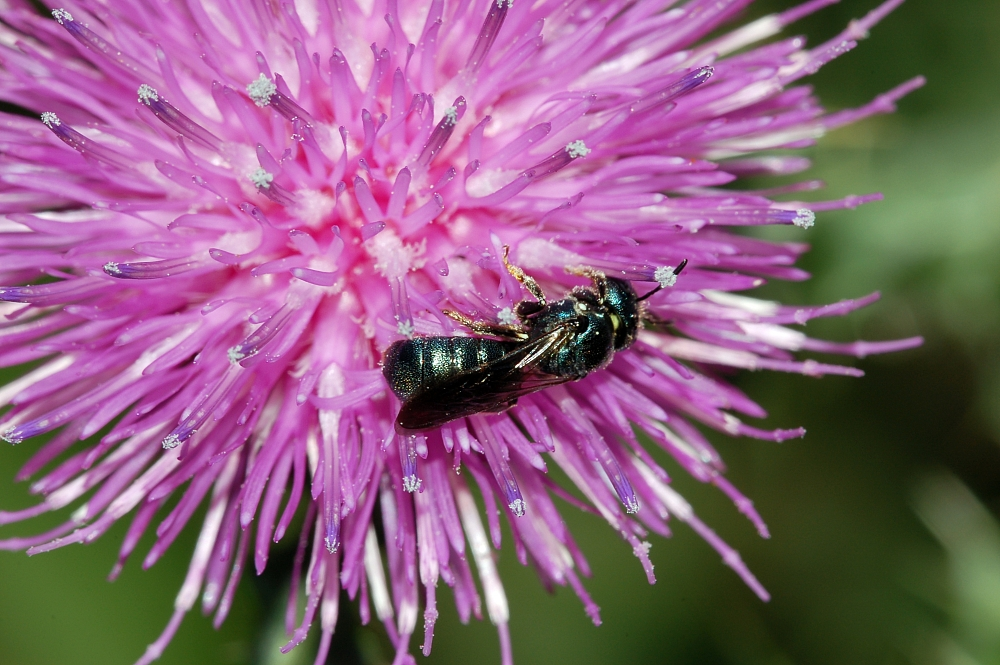
Ceratina sp. Schwanheim Dune, Frankfurt/Main, Alemania.
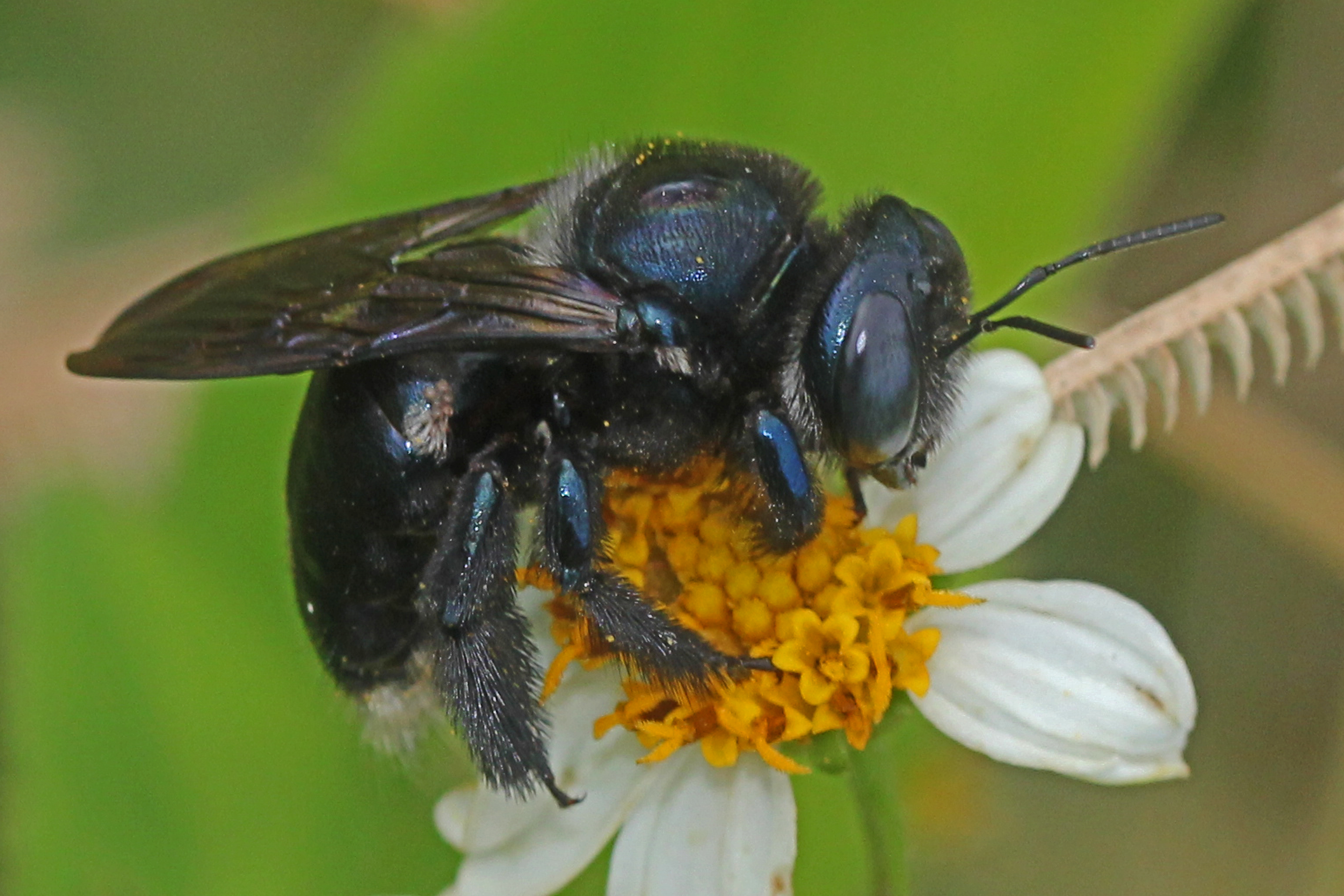
Xylocopa micans, Eco Pond, Everglades National Park, USA
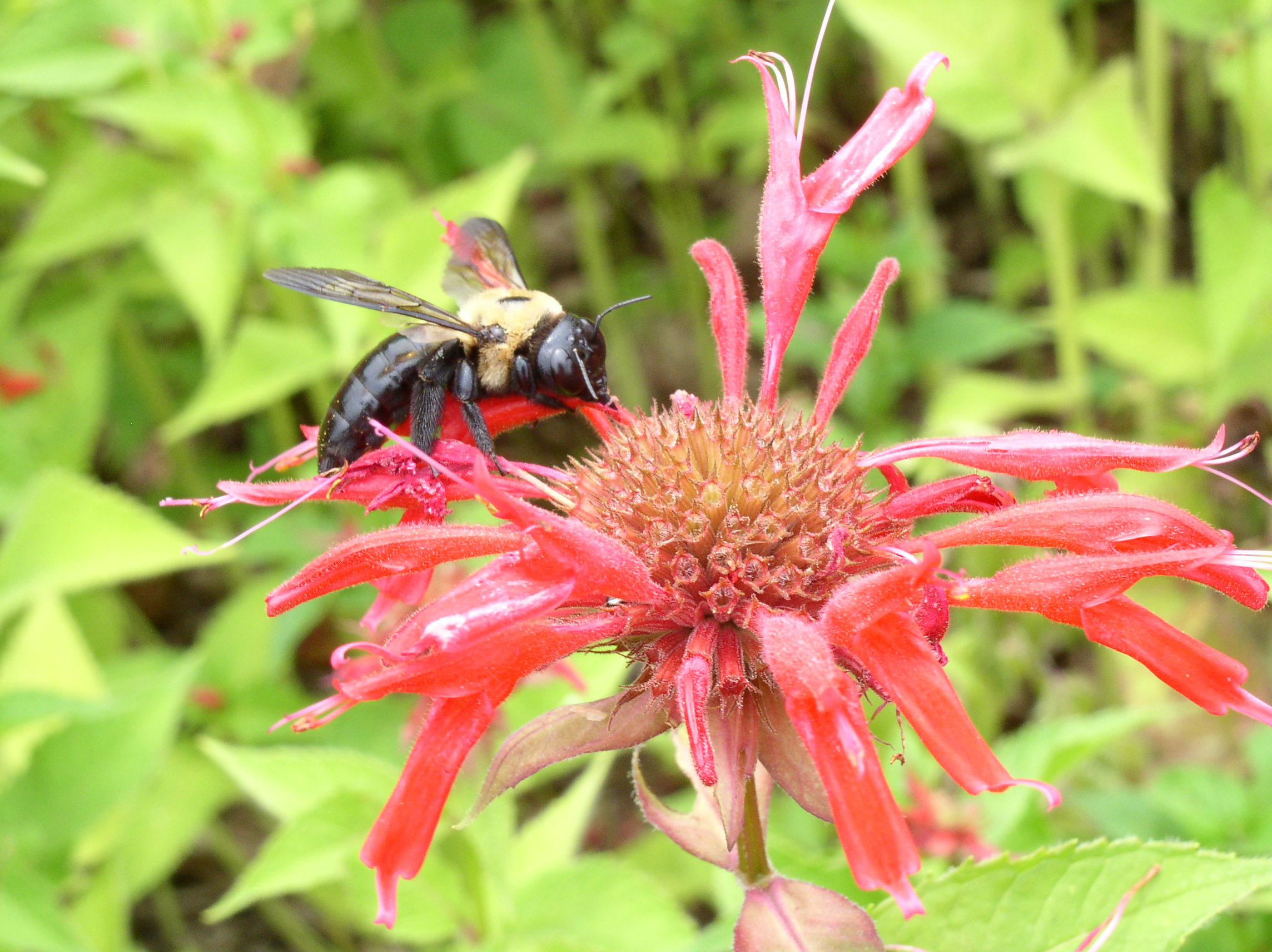
Xylocopa virginica robando néctar de Monarda. Pensilvania Sureste.
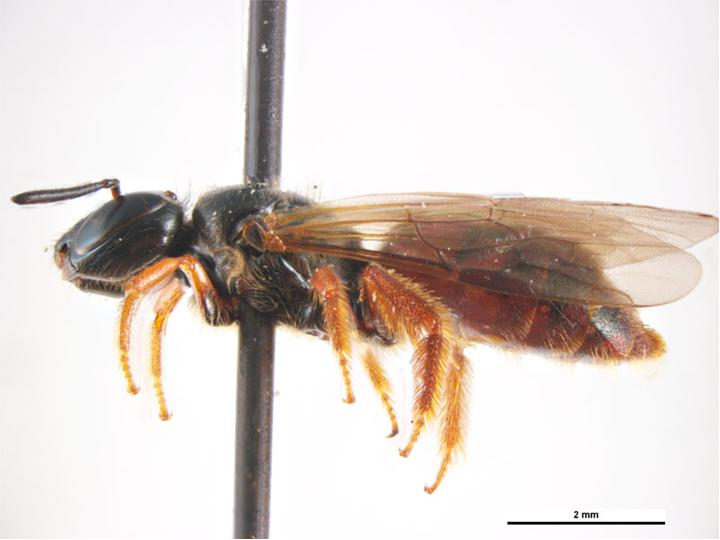
Exoneura robusta, hembra (Allodapini)
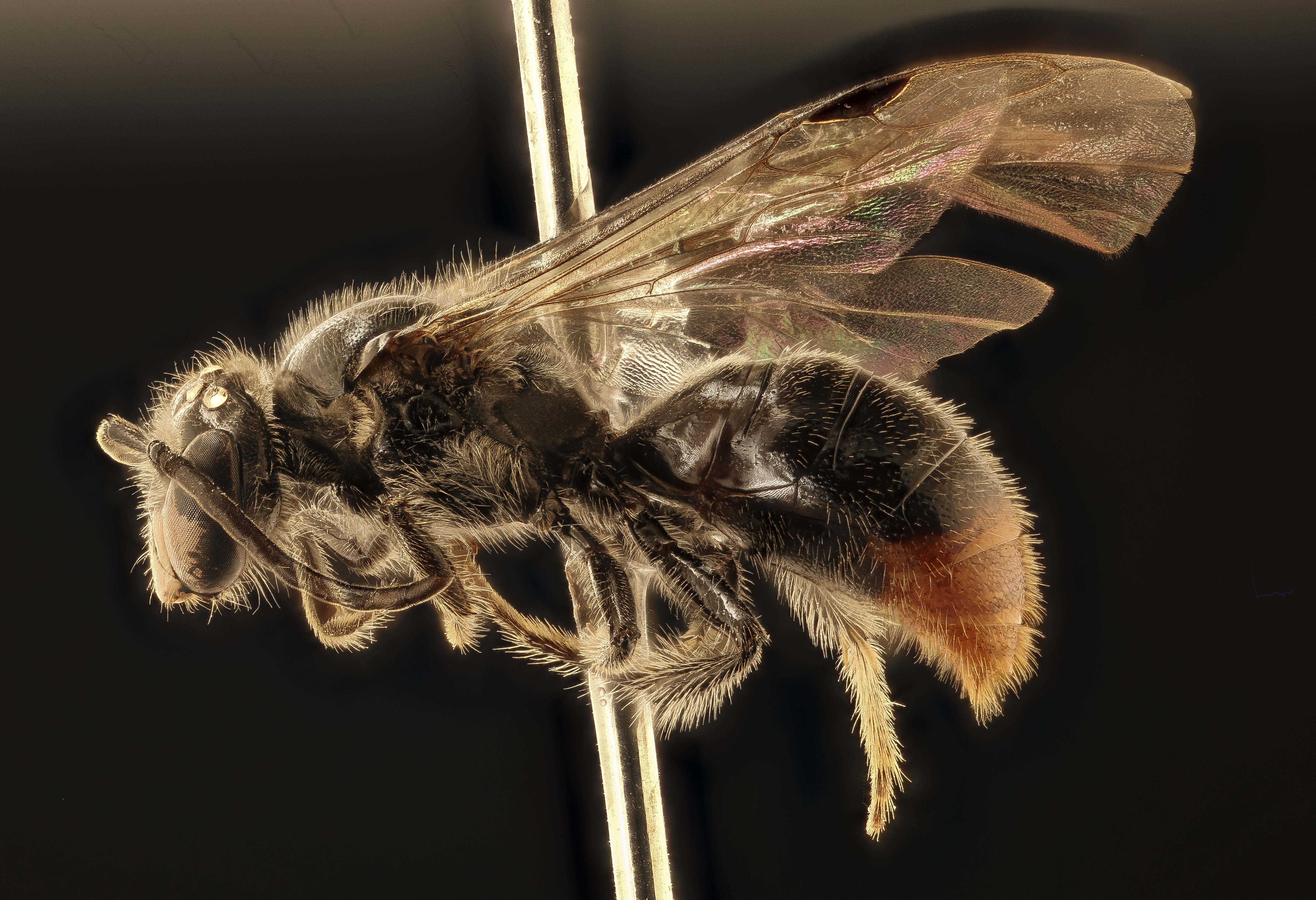
Manuelia postica (Manueliini), Chile